# 波希米亚人足球俱乐部
波希米亚人足球俱乐部（英語：Bohemian F.C.，通常稱為Bohemians）是位於愛爾蘭都柏林北部菲博斯波洛（Phibsboro）的足球會。成立於1890年9月6日，是愛爾蘭足球聯賽的創建成員，在达利穆恩特公园球场（Dalymount Park）進行主場比賽，綽號「布斯」（Bohs）或「吉普賽人」（The Gypsies），早於1893年10月第四次會員大會（AGM）己將球衣定為紅及黑色。波希米亞人現時是由會員全資擁有的球會。
2008年10月已確定獲得第10次聯賽冠軍，現任領隊柏特·芬朗（Pat Fenlon）於2007年12月22日上任。

## 球會歷史
波希米亞人於1890年9月6日成立，於1902至1911年及1912至1920年期間參加愛爾蘭足球聯賽（Irish Football League），最大的成就是於1908年贏得愛爾蘭盃（Irish Cup）冠軍。
1921年波希米亞人成為新組成的愛爾蘭足球聯賽（League of Ireland）的創始成員，與舒爾本是兩支仍然存在的創始成員，亦是唯一一直在頂級聯賽從未降級的球會。首個球季僅以兩分之微屈居聖詹姆士門（St James Gate）之後得亞軍。於1924年獲得首次聯賽冠軍，隨後於1928年再奪冠軍，同年更贏得愛爾蘭足協盃（FAI Cup）成為雙料冠軍。波希米亞人是愛爾蘭聯賽早期的前領球隊，在接下來的8個球季再奪得3次聯賽及1次愛爾蘭足協盃冠軍。
在取得以上的輝煌戰績後，波希米亞人開始走下坡，經常在聯賽下游掙扎，主因是波希米亞人堅守成立以來的業餘守則，故此不能吸引有實力的頂級球員加盟，球隊連續34年沒有贏得任何重要錦標。直到1969年波希米亞人才結束業餘球隊的身份，於3月11日用職業合約簽入首名球員托尼·欧康奈尔（Tony O'Connell）。
轉為職業球隊後，波希米亞人在1970年代的10年中共奪得兩次聯賽、兩次愛爾蘭足協盃及兩次愛爾蘭足協聯賽盃（FAI League Cup）冠軍，是這時期奪標最多的球隊。1970年波希米亞人首度進軍歐洲賽場，在歐洲盃賽冠軍盃首輪外圍賽中敗陣而回。自1979年獲得聯賽盃冠軍後，波希米亞人再次陷入錦標荒，直到1992年於第五次奪得愛爾蘭足協盃後才告結束，2001年波希米亞人再度獲得聯賽冠軍，同年亦奪得愛爾蘭足協盃。2008年波希米亞人第十次贏取聯賽冠軍。

## 主場球場
波希米亞人於1901年搬遷到位於都柏林北部菲博斯波洛（Phibsboro）的达利穆恩特公园球场（Dalymount Park），被球迷稱為「Dalyer」，於9月7日舉行首場比賽，在5,000名觀眾前友賽舒爾本，「布斯」以4-2獲勝，當時的球場仍只是用瓦坑鐵籬笆包圍，用繩圍繞草坪分隔觀眾，並於龍門後建立帳篷作為更衣室。直到1927/28年球季达利穆恩特公园才進行重大改建，外圍建起10呎高的圍牆，設有20個出入口旋轉閘門，新建一個鋼構看台，球場容量達到20,000人，當有財政盈餘時增設更衣室及辦公室。1962年投資18,000鎊設置汛光燈。1999年波希米亞人再度重建达利穆恩特公园，新建的「佐迪看台」（Jodi Stand）為全坐席可容3,000人，加上其他改善設施，球場總容量達到9,000人。
2006年波希米亞人決定以6,500萬歐元將达利穆恩特公园賣給地產開發商「连姆·卡罗尔集团」（Liam Carroll Group），其中4,500萬歐元以現金支付，隨即使球隊成為愛爾蘭境內最財政健全的體育機構。這項交易包括在鄰近都柏林机场的哈利斯城（Harristown）建立全新10,000座的球場，並附設餐廳、酒吧及健身室。但這單交易由於需要法庭裁決达利穆恩特公园內一部分的所有權而需要延期，因此導致球隊前景出現不明朗、董事會成員辭職及關心的球迷極度沮喪。

## 歐洲比賽
雖然波希米亞人直到1970年才首度踏足歐洲賽場，「布斯」現時是愛爾蘭足球聯賽中歐洲比賽及勝出次數最多的球隊。一如所有愛爾蘭的球隊，波希米亞人感覺歐洲比賽十分劇烈，但亦享受到一些成功的喜悅。波希米亞人最著名是於2000年8月在歐洲足協盃淘汰前歐洲盃賽冠軍盃及歐洲超級盃盟主出局，更難得的是首回合主場波希米亞人落後0-1，次回合作客憑兩個末段入球反勝2-1，以作客入球優惠晉級，是首次有愛爾蘭球隊在歐洲比賽作客擊敗英國的球隊。其他還有1984/85年主場3-2擊敗及2000/01作客1-0擊敗；賽和的有、（作客）及。波希米亞人總共曾擊敗來自9個國家10支不同的球隊。「布斯」在2008年的歐洲足協圖圖盃雖然第二圈次回合主場2-1擊敗立陶宛的列加（FK Riga），仍以作客入球優惠被淘汰。在同一比賽的第一圈，波希米亞人對威爾士的拉爾（Rhyl）創下球隊在歐洲比賽單場最大勝差（5-1）及累計勝差（9-3）的紀錄。
| 競賽名稱    | 參賽次數 | 比賽場數 | 勝 | 和 | 負 | 入球 | 失球 |
| ----------- | -------- | -------- | -- | -- | -- | ---- | ---- |
| 歐洲盃/歐聯 | 4        | 14       | 3  | 3  | 8  | 11   | 23   |
| 足協盃      | 12       | 26       | 3  | 7  | 16 | 14   | 48   |
| 盃賽冠軍盃  | 3        | 8        | 2  | 2  | 4  | 6    | 13   |
| 圖圖盃      | 3        | 10       | 4  | 0  | 6  | 15   | 20   |
| 合計：      | 22       | 58       | 12 | 12 | 34 | 46   | 104  |

## 支持球迷
「布斯」的球迷基礎主要來自都柏林北部，但亦有部分球迷來自都柏林其他地區、愛爾蘭國內、甚至世界各國。球隊吸引固定的入場觀眾人數在1,000到4,000人之間。
2007年一部分波希米亞人球迷自發組織一個名為「聲名狼藉的喝倒采男孩」（The Notorious Boo Boys，簡稱NBB）球迷會，名字來自《愛爾蘭獨立報》（Irish Independent）記者在2004年一篇報導波希米亞人球迷的貶低稱呼，「NBB」試圖採用歌曲、展示牌、旗幟及煙火效果以提升达利穆恩特公园球场看台上的氣氛。

## 球會榮譽
- 愛爾蘭足球聯賽冠軍：11
  - 1923/24年、1927/28年、1929/30年、1933/34年、1935/36年、1974/75年、1977/78年、2000/01年、2002/03年、2008年、2009年；
- 愛爾蘭盃：1
  - 1908年；
- 愛爾蘭足協盃：6
  - 1928年、1935年、1970年、1976年、1992年、2001年；
- 愛爾蘭足協聯賽盃：2
  - 1975年、1979年；
- 愛爾蘭聯賽盾（League of Ireland Shield）：6
  - 1924年、1928年、1929年、1934年、1939年、1940年；
- 都柏林城市盃（Dublin City Cup）：1
  - 1936年；
- 都柏林和貝爾法斯特城際盃：1
  - 1945年；
- 聯賽四強盃（Top Four Cup）：1
  - 1972年；

## 著名球員
| - Robbie Best - Ed Brookes - Willie Browne - Stephen Caffrey - Harry Cannon - Jimmy Conway - Ernie Crawford - Gerry Daly - Billy Dennis - Paul Doolin - Plev Ellis - Paddy Farrell - Gareth Farrelly - Pat Fenlon - Dominic Foley | - Johnny Fullam - Oliver St John Gogarty - Dinny Hannon - Fergal Harkin - Fred Horlacher - Kevin Hunt - Jackie Jameson - 艾菲利约翰（Avery John） - Billy Jordan - Peter Kavanagh - Paul Keegan - 汤美·凯利（Tommy Kelly） - Gino Lawless - Shaun Maher - Mick Martin | - Jack McCarthy - Brian Mooney - Alex Nesovic - Rocky O'Brien - Tony O'Connell - 托尼·欧康诺（Tony O'Connor） - 图洛夫·欧康诺（Turlough O'Connor） - Kevin O'Flanagan - Mick O'Flanagan - Dermot O'Neill - Mark Rutherford - Harold Sloan - Derek Swan - Dave Tilson - 史提芬·禾特（Stephen Ward） |

## 近代領隊
| 任期                      | 領隊名字                           | 聯賽 | 足協盃 | 聯賽盃 |
| ------------------------- | ---------------------------------- | ---- | ------ | ------ |
| 1964-1967年、 1968-1973年 | 肖恩·托马斯（Seán Thomas）         |      | 1      |        |
| 1973-1990年               | 比利·杨（Billy Young）             | 2    | 1      | 2      |
| 1990-1993年               | 伊莫·格雷戈（Eamonn Gregg）        |      | 1      |        |
| 1993-1998年               | 图洛夫·欧康诺（Turlough O'Connor） |      |        |        |
| 1998年                    | 乔·麦格拉斯（Joe McGrath）         |      |        |        |
| 1998-2001年               | 罗迪·柯林斯（Roddy Collins）       | 1    | 1      |        |
| 2001年                    | 皮特·马洪（Pete Mahon）            |      |        |        |
| 2001-2004年               | 斯蒂芬·肯尼（Stephen Kenny）       | 1    |        |        |
| 2005-2006年               | 加雷斯·法雷利（Gareth Farrelly）   |      |        |        |
| 2006-2007年               | 肖恩·康纳（Sean Connor）           |      |        |        |
| 2007-                     | 柏特·芬朗（Pat Fenlon）            | 1    |        |        |

聯賽 = 愛爾蘭足球聯賽

足協盃 = 愛爾蘭足協盃

聯賽盃 = 愛爾蘭足協聯賽盃

## 球會紀錄

「布斯」舊會徽

- 聯賽最大勝差：1922年11月18日8-0擊敗Olympia F.C.及1978年2月5日擊敗Home Farm；
- 最大勝差：1946年11月27日在倫斯特高級盃決賽11-0擊敗Grangegorman；
- 聯賽最大負差：1955年2月5日0-7負於沙姆洛克流浪（Shamrock Rovers）；
- 聯賽取得最高分數的年度：1981-82年球季取得72分；
- 聯賽單季入球最多的球員：2000-01年球季的格伦·高维（Glen Crowe）射入25球；
- 聯賽球隊入球最多的球員：格伦·高维（Glen Crowe）共射入127球；
- 聯賽球隊上陣最多的球員：汤美·凯利（Tommy Kelly）共上陣575場；
- 球隊入球最多的球員：图洛夫·欧康诺（Turlough O'Connor）共射入192球；
- 球隊最老上陣的球員：加里马修斯（Gary Matthews）在40歲仍然上陣；

## 外部連結
- Bohemian FC official site （页面存档备份，存于）
- Bohs.ie... The Big Club
- Bohemians Community Scheme (Multi-Language Websites)
- Kevin Hunt Testimonial official site